# Красный гид «Мишлен»

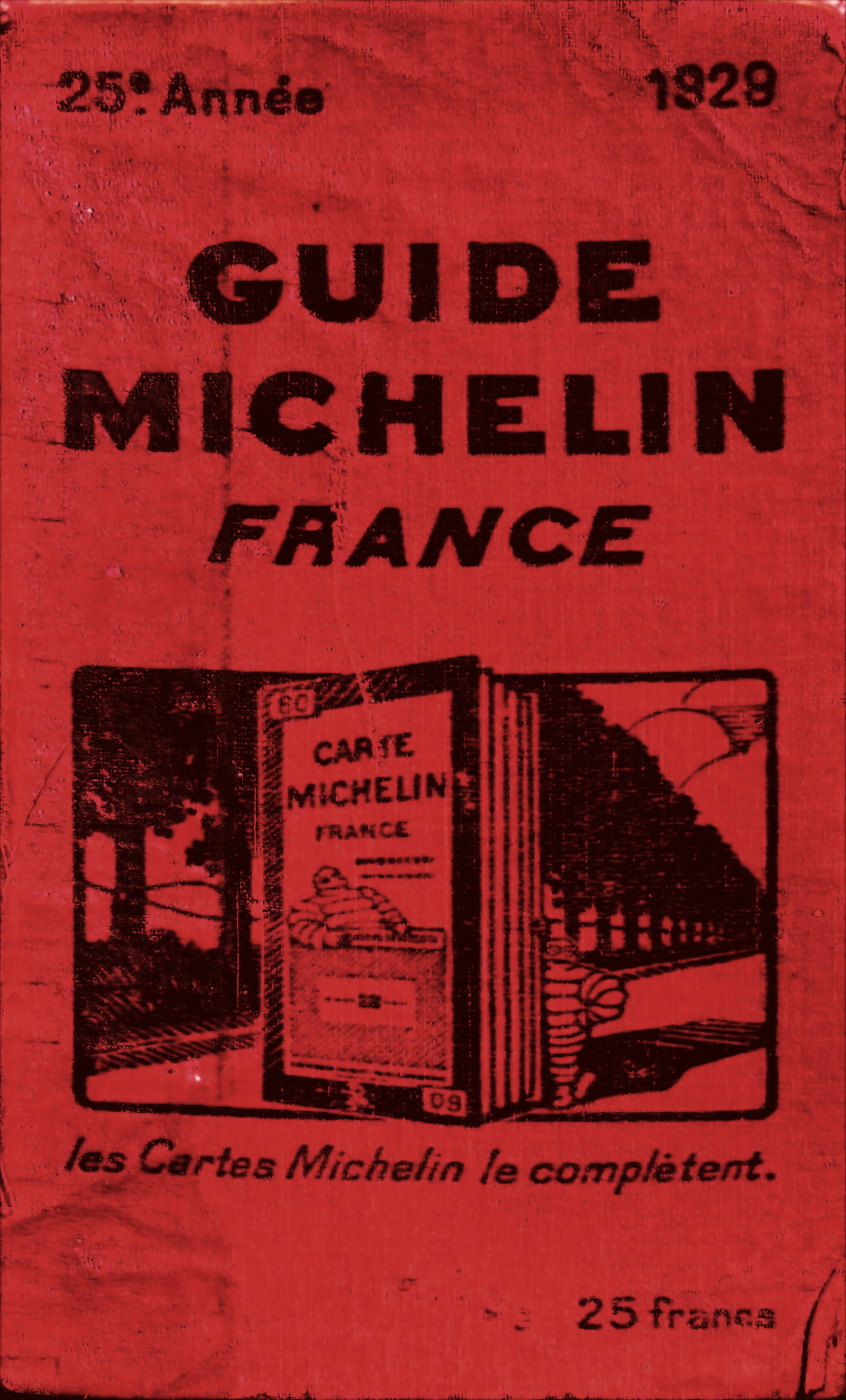
Обложка Красного гида 1929 года

«Кра́сный гид „Мишле́н“» (от фр. Le Guide Michelin, Le Guide Rouge), иногда также упоминаемый как «Кра́сный путеводи́тель» — наиболее известный и влиятельный из ресторанных рейтингов на данный момент. Выпускается с 1900 года.

## История
Первый гид был выпущен в 1900 году Андре Мишленом, одним из основателей компании Michelin. Гид изначально представлял собой список различных мест, которые бы могли пригодиться путешественнику (отели, ремонтные мастерские, закусочные или платные автомобильные стоянки). Он распространялся бесплатно и имел весьма умеренный спрос.
В 1920 году гид стали продавать за умеренную плату, также в него одновременно добавили рейтинг ресторанов, согласно их ценам. Таким образом, рестораны с высокими ценами помечались одной звездой, слегка напоминавшей цветок.
В 1926 году политика рейтинга кардинально поменялась, и с тех пор звёздочка рядом с именем ресторана стала означать отменную кухню.
В начале 1930-х годов было добавлено ещё 2 звезды. Более система не изменялась и буквально расшифровывается следующим образом:
- — очень хороший ресторан в своей категории (имеется в виду тип кухни).
- — отличная кухня, ради ресторана имеет смысл сделать небольшое отступление от маршрута.
- — великолепная работа шеф-повара, имеет смысл предпринять отдельное путешествие сюда.

Гид выпускается для следующих стран Европы: Франция, Австрия, Бенилюкс (одним гидом), Италия, Германия, Испания и Португалия (одним гидом), Швейцария, Великобритания и Ирландия (одним гидом).
Также существуют отдельные гиды по Нью-Йорку, Лос-Анджелесу, Лас-Вегасу, Чикаго, Сан-Франциско, Токио, Киото и Осаке (одним гидом), Гонконгу и Макао (одним гидом), Парижу (в нём, впрочем, указаны те же рестораны, что и во французском гиде), Лондону и главным городам Европы (Main Cities of Europe).
Гид по Токио, который начал выпускаться с 2008 года, сразу же поставил столицу Японии на первое место среди «городов-гурманов» по версии «Мишлен». Токио отнял это звание у Парижа, опередив последний по количеству суммарных звёзд на 93, или почти в два раза (191 против 98).
Первым рестораном, получившим звезду «Мишлен» в бывшем восточном блоке, стал пражский Allegro, ныне закрытый. В 2007 году упоминания в «Красном гиде „Мишлен“» был удостоен также пражский ресторан La Veranda, созданный ресторатором из Одессы Юрием Колесником и его партнером Савелием Либкиным.
С 2021 года гид «Мишлен» выпускается и в России. В первый вариант вошли 69 ресторанов (все находятся в Москве), 9 были отмечены звёздами «Мишлен», 2 из них (Twins Garden и Artest Chef’s table) получили 2 звезды. После вторжения России в Украину присутствие гида было поставлено на паузу, ресторанам оставили их звёзды, но традиционный для гида ежегодный пересмотр рейтинга ресторанов в 2023 году в России проведён не был.

## Критерии присуждения рейтинга
Критерии присуждения рейтинга составляют коммерческую тайну компании «Мишлен» и не являются достоянием общественности, однако известен главный критерий — кухня. С точки зрения гида, атмосфера, обслуживание, интерьер и ценовая ниша (к примеру, в Сингапуре имеется заведение фаст-фуда, имеющее звезду «Мишлен») — всё это вторично по отношению к подаваемым блюдам. В гиде не рассматриваются «модные» заведения и рестораны без авторской кухни (то есть без шеф-повара).
Помимо кухни, основным критерием включения в рейтинг является доступность посетителю. Так, в 2019 году токийский суши-бар Сукиябаси Дзиро, удерживавший 3 звезды «Мишлен» с 2007 года, был исключён из гида из-за того, что забронировать там место возможно только через консьержа дорогого отеля.
В 2003 году вышла книга L’inspecteur se met à table («Инспектор садится за стол») Реми Паскаля, проработавшего долгие годы инспектором «Мишлен», в которой он приоткрыл завесу тайны и рассказал, каким образом, например, присуждаются звёзды, и каким образом они отнимаются. Реми признался, что советовал бы гурманам есть в ресторанах с одной или двумя звёздами, а не в трёхзвёздных, так как «истинный талант раскрывается в борьбе». Книга вызвала негодование со стороны компании, и Паскаль был немедленно уволен.

## Роль в обществе

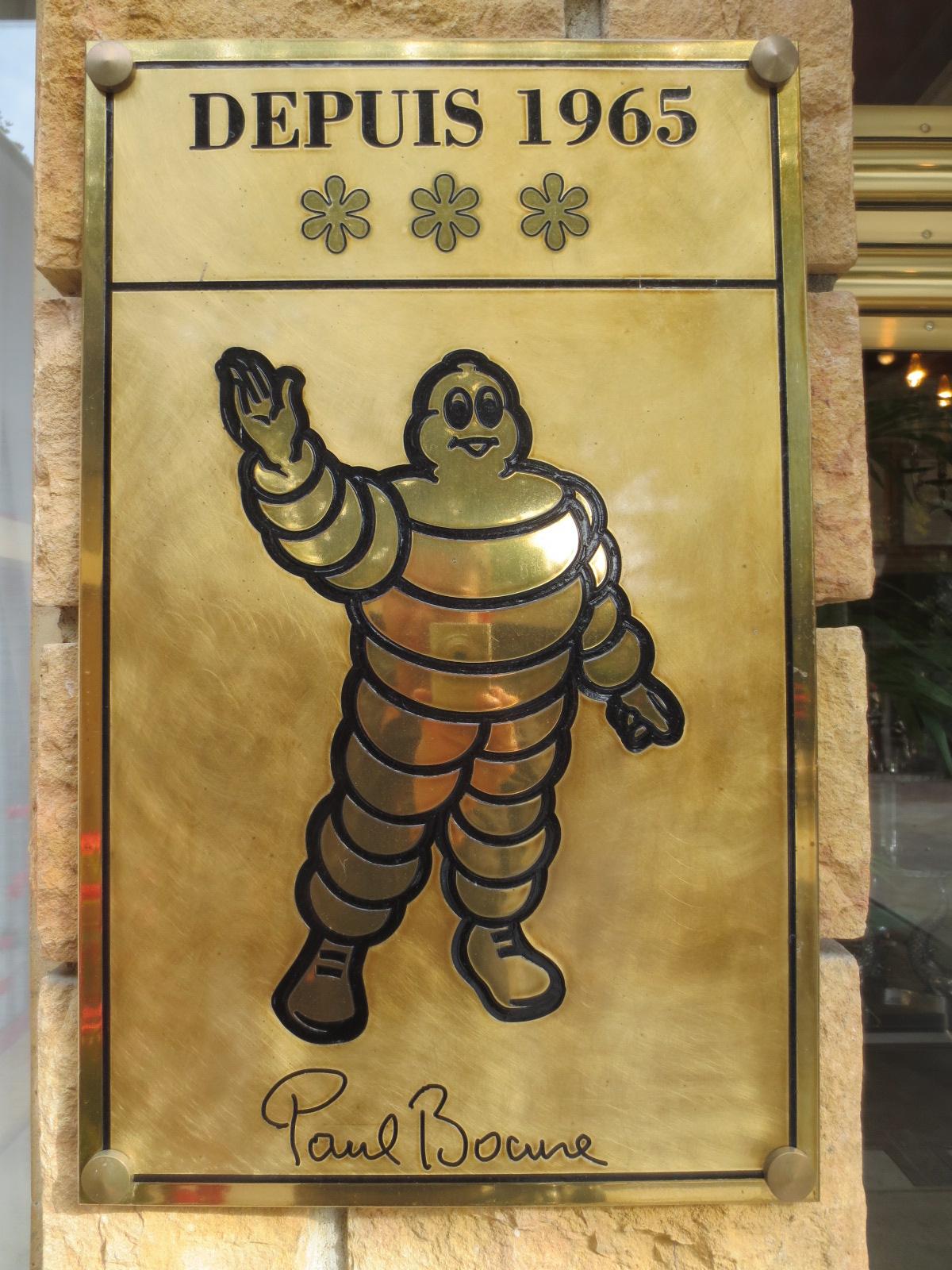
Табличка с упоминанием количества звёзд при входе в ресторан Поля Бокюза L’Auberge du Pont de Collonges, ресторан получал 3 звезды ежегодно, без перерывов с 1965 года до смерти Бокюза в 2018 году

Один лишь факт упоминания ресторана в «Красном гиде», даже без присуждения звезды, является признанием мастерства шефа и может послужить мощным толчком к коммерческому успеху.
Имея положительные стороны, рейтинг имеет и отрицательные. Очевидными являются проблемы ресторанов, у которых отняли звезду (рейтинг не имеет права отнимать или присуждать более одной звезды в год). Особенную огласку в обществе получил инцидент с французским шефом Бернаром Луазо, покончившим жизнь самоубийством в 2003 году на фоне слухов о возможном снижении рейтинга его ресторана с трёх до двух звёзд. Постфактум выяснилось, что «Мишлен» не планировал изменять рейтинг ресторана, а также тот факт, что Луазо страдал маниакально-депрессивным психозом.